# Пэньцзин

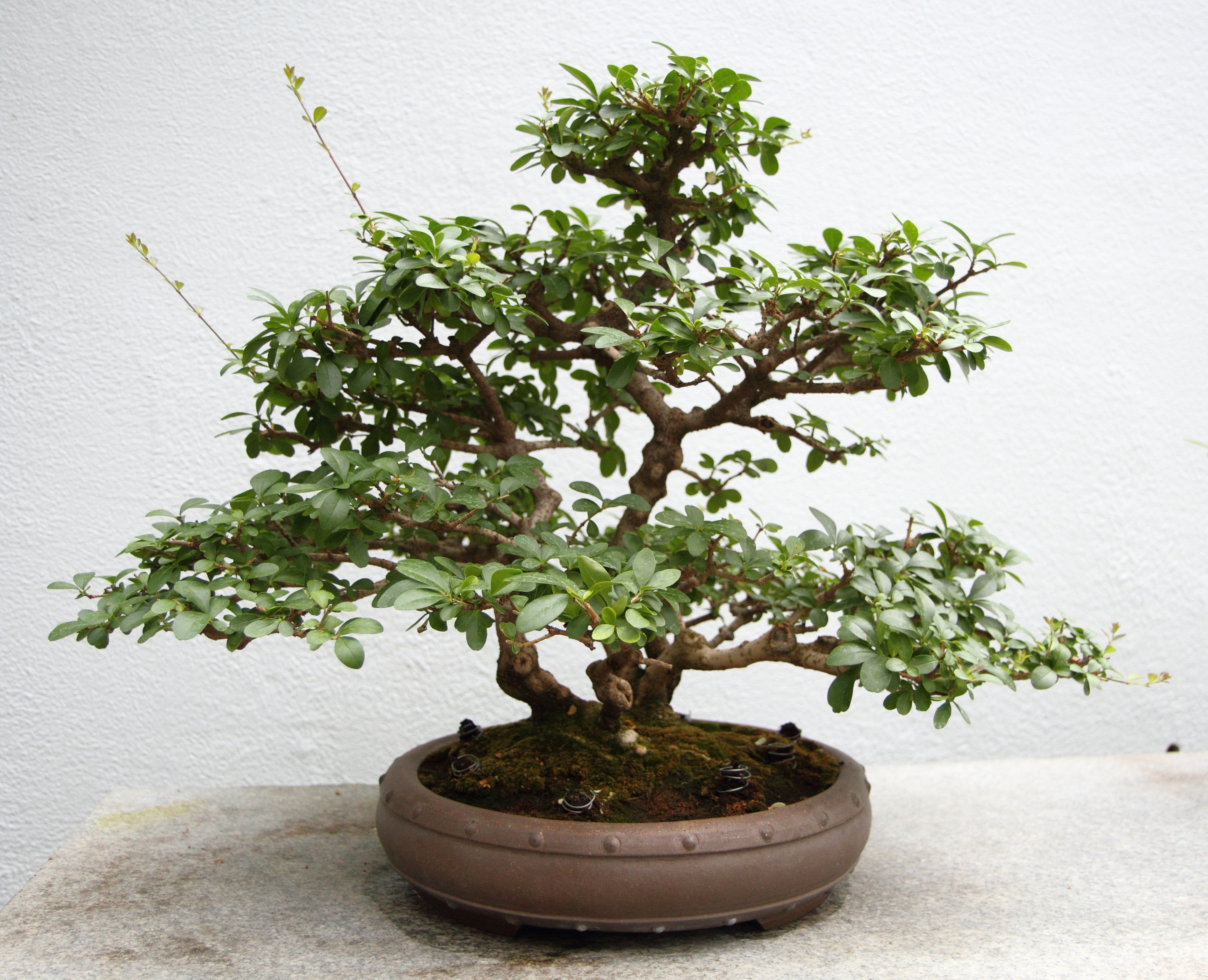
Бирючина китайская (Ligustrum sinense), выращенная в стиле пэньцзин

Пэньцзин (кит. упр. 盆景, пиньинь pén jǐng; дословно — «пейзаж в горшке») — китайское традиционное искусство составления композиций из особым образом выращенных древесных растений миниатюрного размера и других небольших ландшафтных элементов.
Китайский пэньцзин родственен японскому бонсаю и зародился задолго до появления последнего. Считается, что искусство выращивания миниатюрных деревьев было позаимствовано японцами у китайцев более 1200 лет назад, когда буддистские монахи завезли на острова образцы пэньцзина; в Японии такой стиль прижился под названием бонсай.

## Особенности
Деревья-пэньцзин не подвергаются генетическим изменениям, а влияние на их внешний вид (размер, форма) оказывают условия выращивания (растения растут в сосудах плоской формы) и творческая работа дизайнера.
Листья и ветви обрезаются обычно раз в год, обрезка корней и пересадка осуществляется каждые 2—5 лет. Растению обеспечивается хорошая освещённость и полив, его хорошо удобряют. Продолжительность жизни такого растения неопределённая, и зависит от ухода за ним.
Дизайнер старается вложить в свою работу собственный индивидуальный стиль, восточные философские мотивы. Главное отличие пэньцзина от бонсая заключается в том, что искусственный пейзаж предлагается рассматривать как бы с «перспективы»: если в бонсае внимание практически полностью акцентируется на миниатюрном растении, то композиция пэньцзина, помимо растительной части, содержит различные декоративные элементы, такие как камешки, фигурки людей и животных, и прочее.